# Mission Hills (Kansas)
Pour les articles homonymes, voir Mission Hill.
Mission Hills est une municipalité américaine située dans le comté de Johnson au Kansas. Lors du recensement de 2010, sa population est de 3 498 habitants.

## Géographie
Mission Hills se trouve dans l'aire métropolitaine de Kansas City. Elle est considérée comme l'une des villes les plus aisées de l'agglomération et du Midwest.
Selon le Bureau du recensement des États-Unis, la municipalité s'étend en sur une superficie de 2,02 milles carrés (5,23 km2).

## Histoire
Mission Hills est fondée en 1912 par J. C. Nichols, responsable de plusieurs projets d'urbanisation autour de Kansas City dans le Missouri et au Kansas. Nichols encourage plusieurs riches résidents de l'agglomération à s'installer dans cette zone vallonnée ; le premier quartier est ouvert en 1919. Le développement de la ville s'arrête lors de la Grande Dépression. Des maisons plus modestes sont construites après la Seconde Guerre mondiale et Mission Hills devient une municipalité en 1949.
Comme Mission et Mission Woods, la ville doit son nom à la mission fondée en 1830 par Thomas Johnson, aujourd'hui située à Fairway.
Mission Hills compte deux monuments de style néo-Tudor inscrits au Registre national des lieux historiques : la maison Wolcott (construite en 1928) et la propriété Horn-Vincent-Russell (construite en 1929).

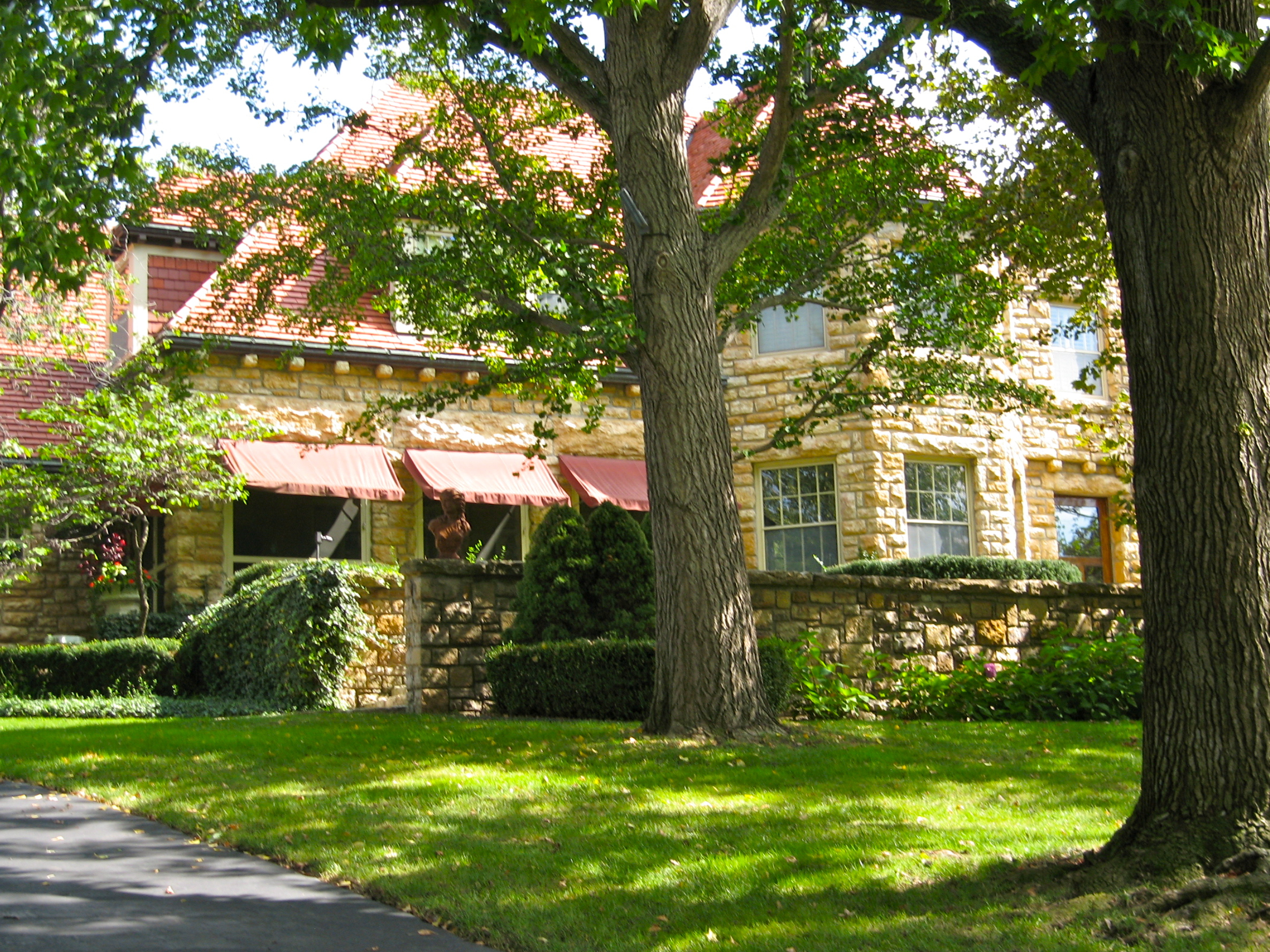
La maison Wolcott.
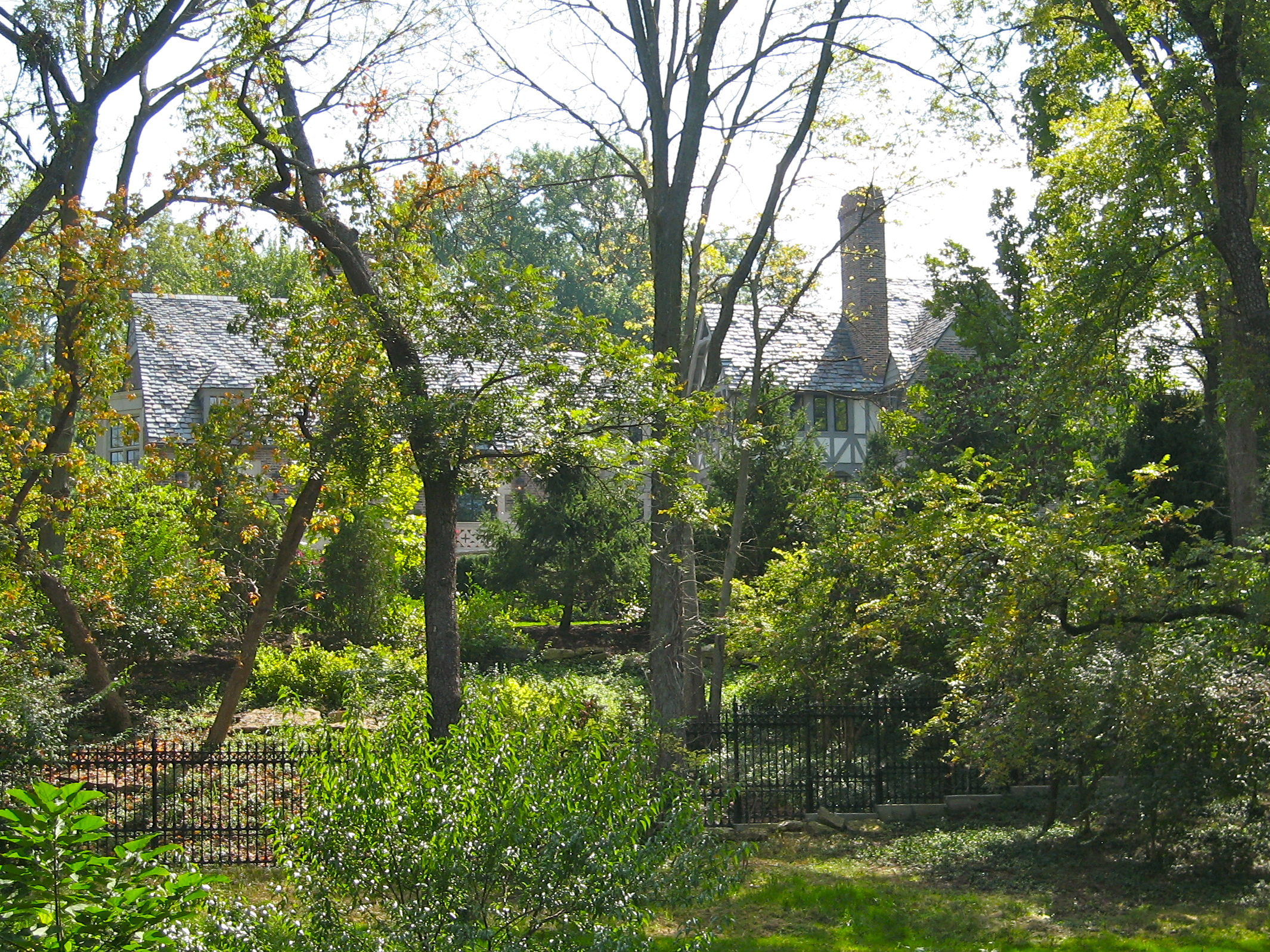
La propriété propriété Horn-Vincent-Russell.
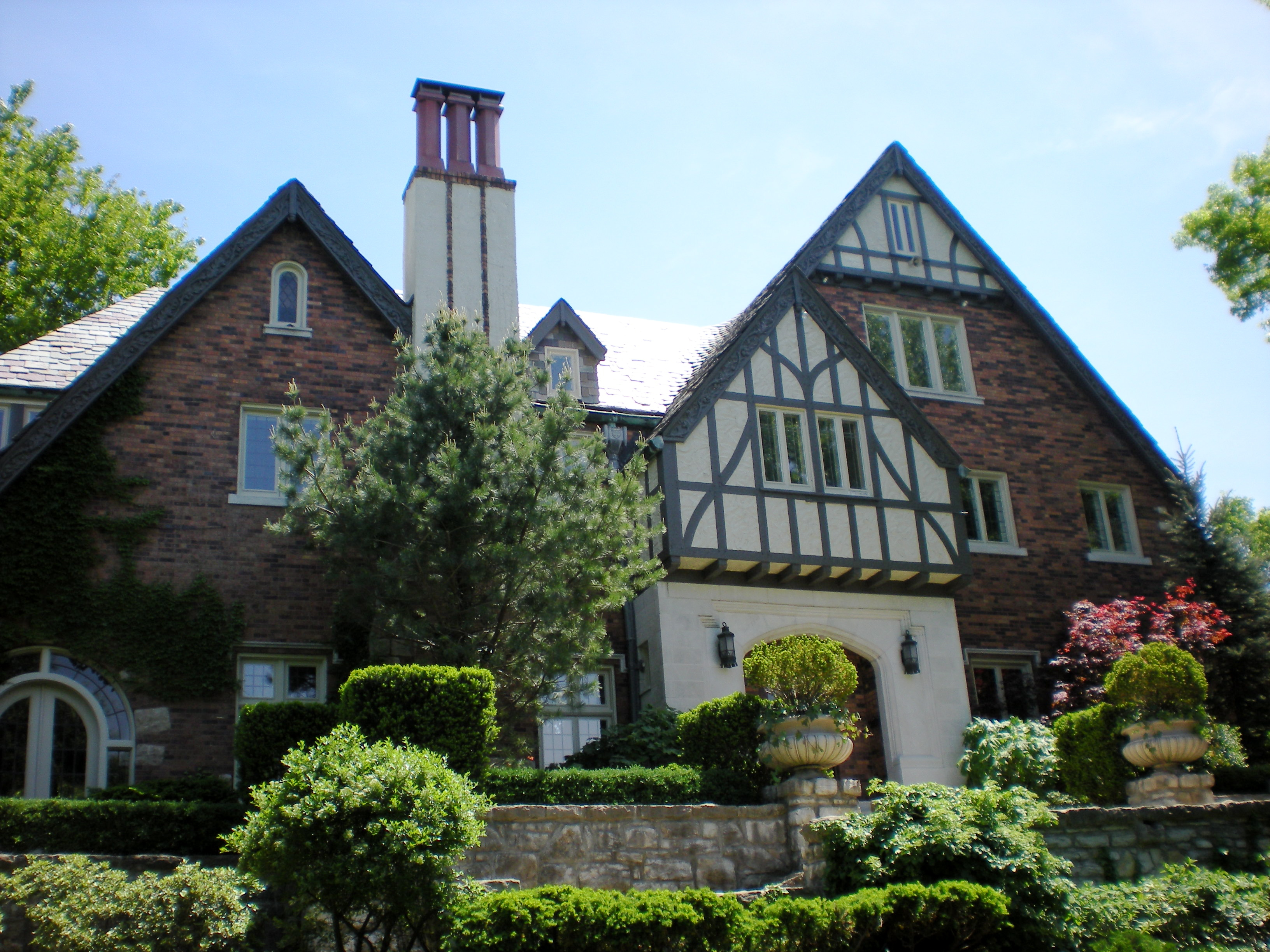
Une maison bourgeoise typique de Mission Hills.

## Démographie
Selon l'American Community Survey de 2018, la population de Mission Hills est très majoritairement blanche (93 %), avec minorité asiatique (6 %). La ville se démarque par son niveau d'éducation élevé : près de 90 % de sa population de plus de 25 ans dispose au moins d'un baccalauréat universitaire (contre 32,9 % au Kansas et 31,5 % au niveau fédéral),.
Le revenu médian par foyer à Mission Hills est de 250 001 dollars, largement supérieur au Kansas (57 422 dollars) et aux États-Unis (60 293 dollars). La pauvreté y est presque inexistante, avec un taux de pauvreté de 0,9 %, bien inférieur à l'État (12 %) et au pays (11,8 %),.